# Premierzy Adżarii

## Chronologiczna Lista premierów Adżarii
| Osoba | Osoba                                | Osoba   | Kadencja             | Kadencja             | Partia polityczna               |
| #     | Imię i Nazwisko                      | Portret | Od                   | Do                   | Partia polityczna               |
| ----- | ------------------------------------ | ------- | -------------------- | -------------------- | ------------------------------- |
| 1     | Guram Chigogidze (1935–)             |         | 1990                 | sierpień 1993        | bezpartyjny                     |
| 2     | Guram Warszalomidze                  |         | sierpień 1993        | 1994                 | bezpartyjny                     |
| 3     | Jemal Nakaszidze                     |         | 1994                 | 16 listopada 1996    | bezpartyjny                     |
| 4     | Awtandil Gorgiladze (1952–)          |         | 16 listopada 1996    | maj 1999             | bezpartyjny                     |
| 5     | Giorgi Tsintskiladze                 |         | maj 1999             | 2002                 | bezpartyjny                     |
| 6     | Eduard Kakabadze                     |         | 2002                 | 13 lipca 2003        | bezpartyjny                     |
| -     | Asłan Abaszydze (1938–) (tymczasowo) |         | 13 lipca 2003        | sierpień 2003        | Unia Demokratycznego Odrodzenia |
| 7     | Rezo Szamiliszwili                   |         | sierpień 2003        | 6 kwietnia 2004      | bezpartyjny                     |
| 8     | Rostom Japaridze (1948–)             |         | 6 kwietnia 2004      | 20 lipca 2004        | bezpartyjny                     |
| 9     | Lewan Warszalomidze (1972–)          |         | 20 lipca 2004        | 30 października 2012 | Zjednoczony Ruch Narodowy       |
| 10    | Arczil Chabadze (1980–)              |         | 30 października 2012 | 15 lipca 2016        | Gruzińskie Marzenie             |
| 11    | Zurab Pataradze (1973–)              |         | 15 lipca 2016        |                      | Gruzińskie Marzenie             |